# Нуаткивеем
Нуаткивеем — река на севере Дальнего Востока России, протекает по территории Билибинского района Чукотского автономного округа. Длина реки — 42 км.
Название в переводе с чук. Нываткэваам — «глубокая речушка».
Берёт истоки у северного подножия сопки Кривая в пределах Чаунской низменности, в верховьях и среднем течении протекает в север-восточном направлении до впадения притока Правый, после чего поворачивает на север до впадения в Раучуа слева.

## Притоки
Объекты по порядку от устья к истоку (км от устья: ← левый приток | → правый приток | — объект на реке):
- 11 км: пр → Правый
- 17 км: пр → Элетечин[4]
- 27 км: пр → Лисий

## Данные водного реестра
По данным государственного водного реестра России относится к Анадыро-Колымскому бассейновому округу.